# Vùng Nữ Hướng đạo Tây Bán Cầu (WAGGGS)

Các quốc gia thành viên của Vùng Nữ Hướng đạo Tây Bán Cầu, một vài dãy đảo ở Thái Bình Dương liên kết với Vùng Tây Bán Cầu vì liên hệ chính trị với lục địa

Vùng Nữ Hướng đạo Tây Bán Cầu là văn phòng vùng của Hội Nữ Hướng đạo Thế giới phục vụ Nữ Hướng đạo tại Bắc Mỹ và Nam Mỹ
Vùng này là đồng nhiệm của Vùng Hướng đạo Liên Mỹ của Tổ chức Phong trào Hướng đạo Thế giới (WOSM).